# Toros Neza Fútbol Club
El Toros Neza Fútbol Club fou un club de futbol mexicà de la ciutat de Nezahualcóyotl, Estat de Mèxic.

## Història
Fundat el 1991, ascendí a primera divisió la temporada 1992-93 amb el nom Toros de la Universidad Tecnológica de Neza. Anteriorment, un altre club de la ciutat anomenat Deportivo Neza havia jugat també a primera divisió. La temporada 1993-94 canvià de seu a Pachuca i adoptà el nom Toros Neza Hidalgo. La temporada següent tornà al nom Toros Neza. La temporada 1999-00 baixà a segona. El desembre de 2010 retornà a categoria professional pel Clausura 2011 de la Liga de Ascenso. Agafà la plaça del club Atlante UTN adoptant el nom Neza FC. La temporada 2015-16 es dissolgué.

## Evolució de l'uniforme
| 1994 Local 1994 | 1997 Local 1997 | 1997-98 Local 1997-98 | 1998 Local 1998 | 1999 Local 1999 | 2011 Local 2011 |

## Palmarès
- Segunda División de México: 
  - 1992-93

- Ascenso MX: 
  - Clausura 2013